# Radichtchevo
Radichtchevo (Радищево) (avant 1918: Dvorianskaïa Terechla (Dmitrivskoïé) Дворянская Те́решка (Дмитриевское)) est une commune urbaine de Russie située dans l'oblast d'Oulianovsk. C'est le siège administratif de l'arrondissement (raïon) de Radichtchevo (qui comprend en outre quatre conseils ruraux) et de la municipalité urbaine de Radichtchevo (sept villages en plus de la commune de Radichtchevo).

## Histoire
Dvorianskaïa Terechka (Dmitrievka), est un village baigné par la rivière Terechka qui apparaît dans la première moitié du XVIIIe siècle et fait partie de l'ouïezd de Simbirsk. Pierre le Grand attribue des terres de la région à des combattants russes et à certains mourzas tatars. La distribution se faisait par une seule lettre à plusieurs personnes. Et à un endroit, il pouvait y avoir vingt petits propriétaires ou plus. En 1793, il y avait 22 propriétaires à Dvorianskaïa Terechka. Les premiers habitants étaient des soldats et des cosaques.
L'église est construite en 1748 sous le vocable de saint Dimitri de Thessalonique. Athanase Radichtchev (grand-père de l'écrivain Alexandre Radichtchev) acquiert un domaine ici en 1777. Le village fait partie de l'ouïezd de Khvalynsk à partir de 1780 et de décembre 1796 à mars 1797 du gouvernement de Penza, devenu ensuite le gouvernement de Saratov. Le domaine de Radichtchev comptait en 1790 cent soixante-quatre âmes (paysans de sexe masculin). Le père de l'écrivain, Nicolas Afanassievitch, possédait en 1798 trois mille âmes dans ses huit domaines situés dans différents gouvernements (provinces). En 1807, le domaine de Dvorianskaïa Terechka, qui avait été dévolu à Joseph Nikolaïevitch (frère de l'écrivain) mort au combat, passe aux fils de l'écrivain, le capitaine Vassili Alexandrovitch et le conseiller titulaire Nikolaï Alexandrovitch Radichtchev (1779-1829). Le domaine est vendu pour dettes en 1837.
En 1840, les propriétaires de Dmitrievka (Dvorianskaïa Terechka) installent une partie des paysans sur de nouvelles terres où ils fondent le petit village de Novaïa Dmitrievka.
Dans la liste des lieux de peuplement de l'Empire russe compilée en 1859, le village de Dvorianskaïa Terechka (Dmitrievskoïé) est signalé comme dépendant de l'ouïezd de Khvalynsk du gouvernement de Saratov, situé au bord de la rivière Terechka sur la route de Khvalynsk à Kouznetsk par le village d'Elchanka. Le village est à 40 verstes de Khvalynsk. Il compte 46 foyers, 199 hommes et 176 femmes, dispose d'une église orthodoxe et de deux foires dans l'année,.
Une nouvelle église est construite sur les fonds des paroissiens en 1888. Elle est chauffée, construite en bois avec un clocher, et placée sous le vocable de saint Dimitri. Après la réforme paysanne de 1861, la population du village croît rapidement. Il y a 2 939 habitants en 1897 dont 2 803 orthodoxes.
En 1914, Dvorianskaïa Terechka est le siège d'une volost. En 1911, le village est peuplé d'anciens paysans grands-russes de propriétaires regroupés en sept communautés paysannes (de sept à septante-huit foyers) comptant 1 726 habitants. Le village possède alors deux églises, deux écoles paroissiales et une école de zemtsvo, une station vétérinaire, une station d'accouchement et d'infirmerie, une foire et un marché.
En octobre 1918, le village prend le nom de Radichtchevo en l'honneur de l'écrivain Alexandre Radichtchev. En 1928, il fait partie du raïon de Novospasskoïé de l'okroug de Syzran (oblast de la Moyenne-Volga, kraï de la Moyenne-Volga en 1930).
Trois kolkhozes y sont formés en 1930: «Le XIIe anniversaire de la Révolution d'Octobre», «Le Collectiviste» et le kolkkoze « Sverdlov ». En 1951, ils fusionnent pour devenir le kolkhoze « Jdanov ». En 1935, le village devient le siège administratif du raïon de Radichtchevo du kraï de Kouïbychev devenu en 1936 l'oblast de Kouïbychev. Il entre dans l'oblast d'Oulianovsk, le 19 janvier 1943.
Il obtient son statut de commune urbaine le 28 février 1978.
Radichtchevo devient en 2004 le siège de la municipalité urbaine de Radichtchevo qui comprend en plus sept villages.

## Population
| Année | Habitants |
| ----- | --------- |
| 1897  | 2939      |
| 1939  | 2967      |
| 1959  | 2552      |
| 1970  | 2795      |
| 1979  | 3532      |
| 1989  | 4710      |
| 2002  | 4888      |
| 2010  | 4598      |
| 2017  | 4096      |
| 2021  | 3933      |

## Enseignement
Radichtchevo dispose d'un lycée technique de technologie, de deux écoles secondaires.